# Jacqueline E. van der Waals
Jacqueline Elisabeth van der Waals (Den Haag, 26 juni 1868 – Amsterdam, 29 april 1922) was een Nederlandse dichteres, schrijfster, vertaalster en lerares.

## Familie
Ze werd geboren als dochter van Johannes Diderik van der Waals en Anne Madeleine Smit. Haar vader was een wereldberoemd natuurkundige en Nobelprijswinnaar, naar wie de vanderwaalskrachten zijn genoemd. Hij was zeer gesloten en behalve in zijn gedichten en brieven uitte hij zich moeilijk. Na de dood van zijn vrouw in 1881 bleef hij verslagen achter. Dit legde een schaduw over het gezin; zo bleven de gordijnen van de voorkamer tot 1902 gesloten. In de eerste hoofdstukken van haar roman Noortje Velt beschrijft Jacqueline van der Waals de moeilijkheden die ze met haar vader had. Hij had onder andere moeite zijn dochters als volwassenen te behandelen. Het gezin was bevriend met de familie van prof. P.D. Chantepie de la Saussaye, op wiens buiten ze ook regelmatig hun vakanties doorbrachten.
Een wijdverbreide mythe is dat ze een zwakke gezondheid had. Dit is onjuist, ze beklom bijvoorbeeld met haar broer en zus bergen die normaal alleen met een gids worden beklommen.

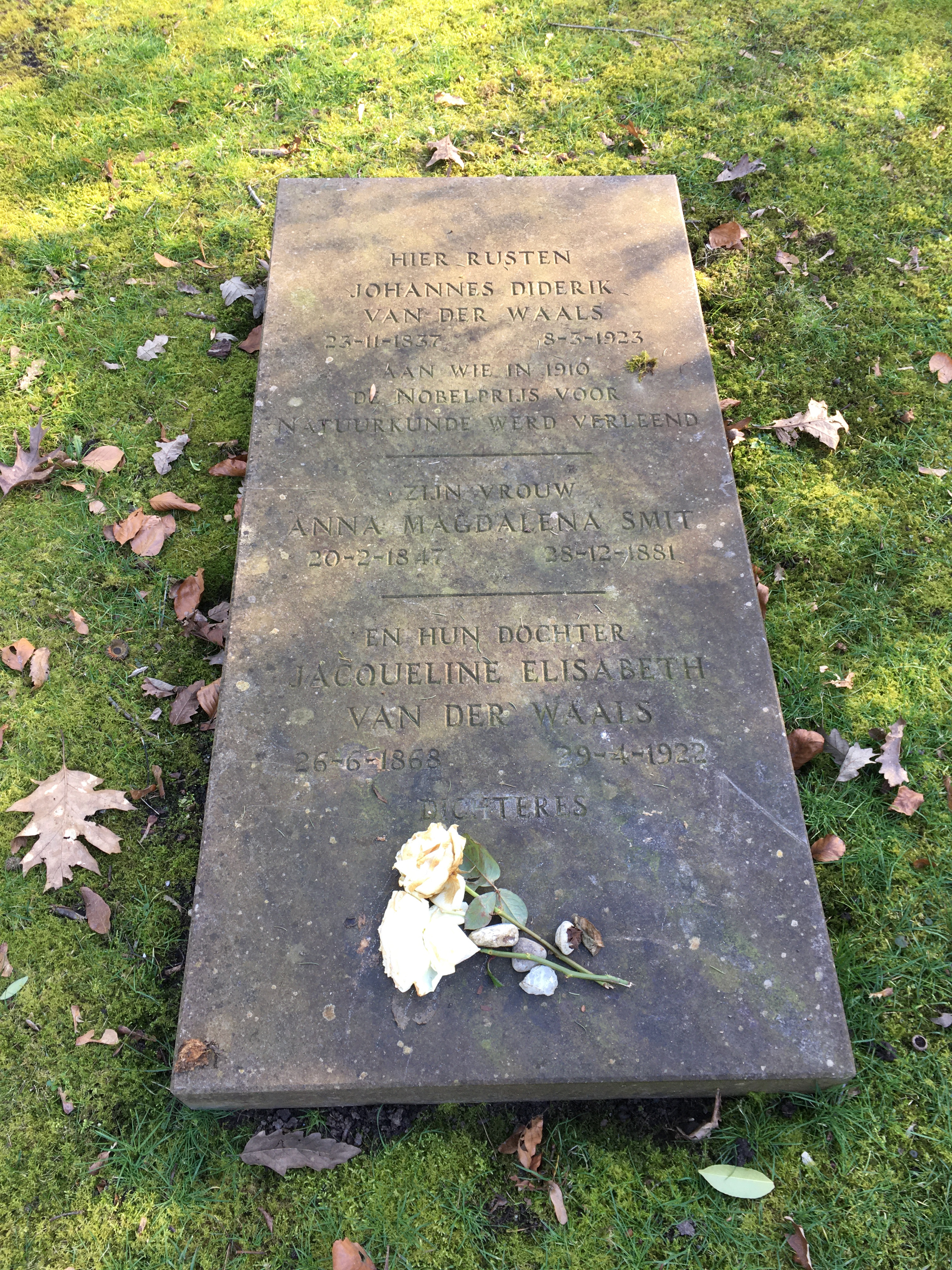
Graf in De Nieuwe Ooster

## Leven
Jacqueline van der Waals doorliep de HBS en studeerde thuis voor de hulpakte voor het onderwijs en de M.O.-akte voor geschiedenis. Ze was lerares in Doorn, Bloemendaal ('t Kopje), Baarn (dameskostschool Erica) en Amsterdam.
Van der Waals deed aan pianospelen, verschillende sporten: tennissen, schaatsen, bergbeklimmen[3], en wandelen, activiteiten die in haar gedichten terugkomen. Daarnaast legde ze een herbarium aan. Ook nam ze deel aan studiegroepen waar ze filosofen als Kierkegaard en Nietzsche besprak.
Zij overleed in 1922 op 53-jarige leeftijd aan maagkanker.[3]

## Loopbaan

### Verzen
Via P.D. Chantepie de la Saussaye kwam ze in contact met uitgeverij Bohn, die ook zijn werk uitbracht. Eerder ontving ze afwijzingen van De Gids en het Tweemaandelijks Tijdschrift. Gedichten schreef zij aanvankelijk onder het pseudoniem Una Ex Vocibus (Latijn voor 'Een van de stemmen'). De beginletters hiervan komen overeen met die van Ursule Eleonora Velt, de hoofdpersoon van haar autobiografische roman Noortje Velt (1907). In 1900 verscheen haar eerste uitgave Verzen. Haar bescheidenheid blijkt duidelijk uit het voorbericht:
"Ik vrees, dat ik even onvoorzichtig ben als de dwaze dwerg in het kindersprookje, die zijn naam verborgen willende houden, in de eenzaamheid van het bosch stond te dansen en juichende zong: 'Welk een geluk, dat niemand weet,/ Dat ik Repelsteeltje heet.'
En een man, die hem bespiedde, hoorde zijn lied en verstond de woorden, en Repelsteeltje's naam werd bekend.
Doe ik wellicht hetzelfde? En heb ik onwetend, voor enkelen verstaanbaar, mijn naam uitgesproken in deze verzen? Dan vraag ik allen, die mijn geheim weten of te weten mochten komen, dat verborgen te houden; en hièrin ongelijk aan Repelsteeltje, mag ik dit verlangen, want het weten van mijn naam zou niemand voordeel doen, slechts mijn vreugde bederven.
Want ik wil niets zijn dan een stem, één van die vele stemmen, die luid of stil uit menschenharten omhoog klinken.
Moge mijn geluid dan liefelijk zijn en, zij het ook slechts aan enkelen, vreugde geven."
Haar vrees werd bewaarheid. Iemand ontdekte dat zij die gedichten had gemaakt en haalde haar over de gedichten onder haar eigen naam te publiceren, omdat hij haar overtuigde dat iemand moet staan voor wat hij zegt; haar grote plichtsbesef gaf dus de doorslag. Overigens heeft ze ook het sprookje over Repelsteeltje herverteld waarbij de rol van deze dwerg in een ander daglicht komt te staan.

### Noortje Velt en Nieuwe Verzen
Vanaf 1901 publiceerde ze ook in Onze Eeuw, wederom via Chantepie de la Saussaye. Vrijwel al haar werk werd in dit tijdschrift voorgepubliceerd. In 1904 en 1905 werkte ze aan haar roman Noortje Velt, die uiteindelijk in 1907 onder haar eigen naam uitkwam. Tot de uitgave van haar bundel Nieuwe verzen een jaar later, bleef ze haar gedichten in Onze Eeuw onder het pseudoniem U.E.V. publiceren.

### Ander werk
Naast het schrijven van fictie vertaalde zij voornamelijk uit het Duits, maar ook onder meer uit het Deens en Engels. Ze schreef eveneens essays over Søren Kierkegaard, Henrik Ibsen en Selma Lagerlöf. In 1915 publiceerde ze het artikel Ibsen's Brand in Onze Eeuw, waarin ze tegen de heersende interpretatie van het toneelstuk Brand ingaat. Zij stelde dat 'Ibsen in Brand zich zelf heeft gegeven en dat hij in Brand zich zelf niet veroordeeld heeft'. Ook leverde ze kritiek op de vertalingen van Brand in het Nederlands. Brand zou zijn roeping getrouw zijn gebleven; het was volgens haar niet terecht om kritiek op hem te leveren omdat hij zijn idealen zeer ver doorvoerde. Deze kwestie vertoont grote gelijkenis met Abraham uit Vrees en beven van Sören Kierkegaard. Over Kierkegaard schreef ze ook een artikel.

### Liederen
Vanaf 1911 vertaalde ze tevens christelijke gezangen, waaronder: 'Als ik in gedachten sta' (uit het Duits), 'De dag, door uwe gunst ontvangen', 'Leid, vriend'lijk licht, mij als een trouwe wacht', 'Vaste rots van mijn behoud' (alle uit het Engels) en 'Zegen ons, Algoede' (Duits).
Zelf schreef ze slechts twee liederen: 'Wat de toekomst brengen moge', op bestaande muziek van John Zundel (1815-1882), de hymne 'Beecher'. Dit lied werd in vele kerkelijke en christelijke liedboeken opgenomen (waaronder Liedboek voor de kerken (1973), Hervormde Bundel (1938) en in latere uitgebreide drukken van de Zangbundel Joh. de Heer (1905)). In de achtste druk van M. van Woensel Kooy 'Oude en Nieuwe zangen' staat het eigen vers 'Gethsemané: Jesus, die laatste der nachten' uit de bundel 'Iris' (p. 51).

### Iris en Laatste Verzen
In 1918 kwam haar nieuwe bundel Iris uit. Drie jaar later, in 1921, wordt maagkanker bij haar geconstateerd. Ze weigerde pijnstillers. In haar gedichten wordt duidelijk dat ze, juist nu ze weet dat ze binnenkort zal sterven, het leven nog intenser beleeft. Ze komt tot een aanvaarding van het leven en de dood. Vanaf de herfst van 1921 schreef en dicteerde ze, aan bed gebonden, haar twaalf doodsgedichten. Deze verzen worden in het algemeen gezien als haar beste.

## Thematiek
Een aantal thema's staat centraal in haar werk. Ten eerste de natuur; die roept vele gevoelens op, soms van intens geluk, maar daardoor ontstaat tegelijk ook droefheid en weemoed omdat de ik-figuur niet in staat is bij de natuur te horen, ze valt erbij in het niet. God is een ander belangrijk thema. Geloofszekerheid en twijfel wisselen elkaar af, evenals Gods aan- en afwezigheid. Haar godsopvatting is calvinistisch; ze behoorde tot de ethische stroming van de Nederlands Hervormde Kerk, evenals haar ouders en haar vrienden uit het gezin van Pierre Daniel Chantepie de la Saussaye, een van de voormannen van de ethische richting. Opmerkelijk is ook haar relatie met de dood. Pas in haar doodsgedichten aanvaardt ze het leven volledig (zie het gedicht Annunciatie hieronder). Daarvoor heerst doodsverlangen, ook in momenten van geluk. Haar grote plichtsbesef verhindert zelfmoord; ook haar gedichten komen uit dit plichtsbesef voort. Dit thema is tevens het onderwerp van Brand.
In de onvoltooid gebleven Aesthetische overdenking beschrijft ze haar kunstopvatting. Ze sluit aan bij het credo van de Tachtigers l'art pour l'art. De kunstenaar heeft niets te maken met de maatschappelijke gevolgen van zijn werk; een maatschappelijke taak voor de dichter bestaat dus niet. Kunst is de vormgeving en de stilering van de emotie. Schoonheid is de enig mogelijke uitingsvorm van de ontroering. Haar visie is het omgedraaide van de Tachtigers: Schoonheid is niet het doel, maar het onvermijdelijke gevolg. Echter, 'alleen een schoone ontroering geeft schoone kunst', moreel laagstaande ontroeringen en onzedelijke emoties bij de kunstenaar kunnen zich nooit in schoonheid openbaren.

## Annunciatie
De aanvaarding van de dood en het nog intenser genieten van het leven wordt bijvoorbeeld beschreven in het volgende gedicht:
Annunciatie
Ik hoorde uw voetstap naadren op het pad,
Ik wachtte, en zag u na een korte pooze.
- Hoe geurden 't dennenboschje en de rozen! -
Toen gij mijn open woning binnentradt.

Gij waart dien avond, toen gij tot mij kwaamt,
O Dood, niet overmoedig, niet vermetel,
En toen gij plaats naamt in mijn zachten zetel,
Gelijk een knaap zoo schuchter en beschaamd.
"Ik kom misschien wat laat en ongelegen?
Maar God heeft mij gezonden met een last."
Ik sprak: "Wie tot mij komt van Zijnetwege
Is mij ten allen tijde een lieve gast."
Ik bood u spijze, ik dronk met u den wijn.
Toen spraakt gij vragend, en uw oogen zagen
De mijne niet, naar de uwe opgeslagen,
Maar staarden peinzend in den avondschijn:
"Ik weet, dat ge u een woning hebt gebouwd,
Die gij zoo juist van plan waart te betrekken?
Dat gij de taak, door God u toevertrouwd
Ten laatste aan uzelve zoudt ontdekken,
Als gij uw eigen leven leven zoudt?" ...
Maar met een glimlach sprak ik snel en stil:
"Kwaamt gij, o Dood, mij van mijn plannen spreken?
Spreek en verkondig mij des Meesters wil."
Toen stondt gij op, toen gaaft gij mij het teeken,
Waarmede gij de uwen wijdt, o Dood. -

Ik deed u even later uitgeleide,
Ik zag u duister in het avondrood
Verdwijnen in de duisternis der heide.
En keerde huiswaarts langs het kiezelpad,
Ik sprak niet "goede Dood", ik sprak niet "booze",
Maar 't dennenboschje geurde, en de rozen,
En 'k had het leven nooit zoo lief gehad.

## Waardering
Tijdens haar leven is geen van haar werken herdrukt. Door de aandacht die haar laatste bundel trok, werd haar overige werk ook herdrukt, met uitzondering van Verzen, wellicht vanwege het pseudoniem. Buiten christelijke kring raakte ze bij het grote publiek vrij snel vergeten. Literatuurcritici reageren bijzonder verdeeld op haar werk. In de jaren negentig schreef Vrij Nederland: 'Een enkele liefhebber moge haar werk nog van een verfrissende eenvoud vinden, tot de hoogte en diepte van wat echte literatuur heet, is ze nooit gekomen.' De NRC schreef daarentegen: 'Geen dichter is groter onrecht aangedaan dan Jacqueline van der Waals'. Onder protestanten beleefde een bloemlezing van haar werk vele drukken, maar daar zijn, naast haar gezangen, slechts enkele gedichten bekend gebleven, die het zoetelijke en lieflijke beeld nog versterken. Haar melancholie, plichtsbesef en doodsverlangen zijn ook daar vrijwel onbekend.

## Liedboek voor de Kerken
In het Liedboek voor de Kerken is een aantal liederen van Van der Waals opgenomen. Deze liederen zijn nog altijd zeer geliefd. Dat bleek in 2006, toen in een verkiezing van het mooiste religieuze lied onder NCRV-luisteraars Wat de toekomst brengen moge (Lied 293) en De dag door uwe gunst ontvangen (Lied 393) bij de eerste tien eindigden.

## Biografie en Verzameld werk
In 1982 verscheen haar biografie Jacqueline E. van der Waals, Haar leven en haar werk, geschreven door Henk van der Ent en Jacoba Kramer-Vreugdenhil. Henk van der Ent bezorgde tevens in de jaren negentig haar poëzie onder de titel Jacqueline E. van der Waals, Verzamelde Gedichten en haar proza onder Jacqueline E. van der Waals, Verzameld Proza.

## Publicaties
- 1900 - Verzen
- 1907 - Noortje Velt (roman)
- 1910 - Nieuwe Verzen
- 1918 - Ruth's Huwelijk - vertaling van Ruths Ehe door Helene Christaller (Basel, Friedrich Reinhardt, 1910)
- 1918 - Iris
- 1921 - Kierkegaard (essay)
- 1922 - Laatste Verzen

- Bibliothèque nationale de France: cb131846977 (data)
- Biografisch Portaal: 14610751
- Digitale Bibliotheek voor de Nederlandse Letteren: waal007
- Gemeinsame Normdatei: 134034147
- International Standard Name Identifier: 0000 0000 2779 0859
- Library of Congress Control Number: n82165720
- Nederlandse Thesaurus van Auteursnamen: 069000875
- Système universitaire de documentation: 200544284
- Virtual International Authority File: 76455944
- WorldCat: E39PBJrChH7V9pqv4VDmCq9Rrq